# Russell, Kansas
Russell är administrativ huvudort i Russell County i Kansas. Enligt 2020 års folkräkning hade Russell 4 401 invånare.

## Kända personer från Russell
- Philip Anschutz, entreprenör
- Bob Dole, politiker